# Pyramide (Neuer Garten)

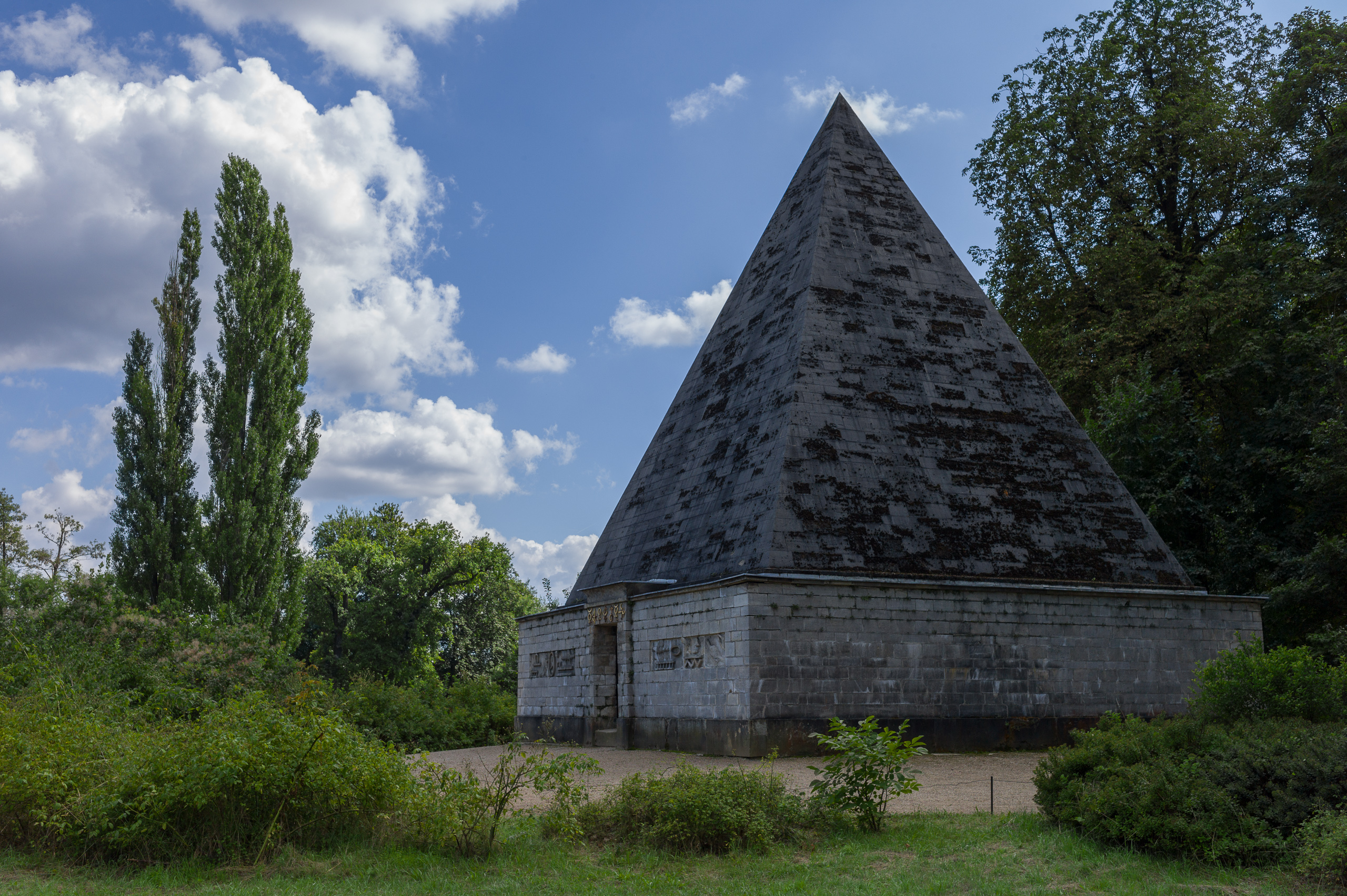
Die Pyramide im Neuen Garten

Die Pyramide ist ein für König Friedrich Wilhelm II. errichteter Eiskeller im Neuen Garten in Potsdam.

## Geschichte
Das Bauwerk wurde von 1791 bis 1792 errichtet. Friedrich Wilhelm II. beauftragte Carl Gotthard Langhans und Andreas Ludwig Krüger mit der Planung. 1833 wurde die Pyramide umgebaut. Als Architekt des Umbaus fungierte Albert Dietrich Schadow.

## Beschreibung

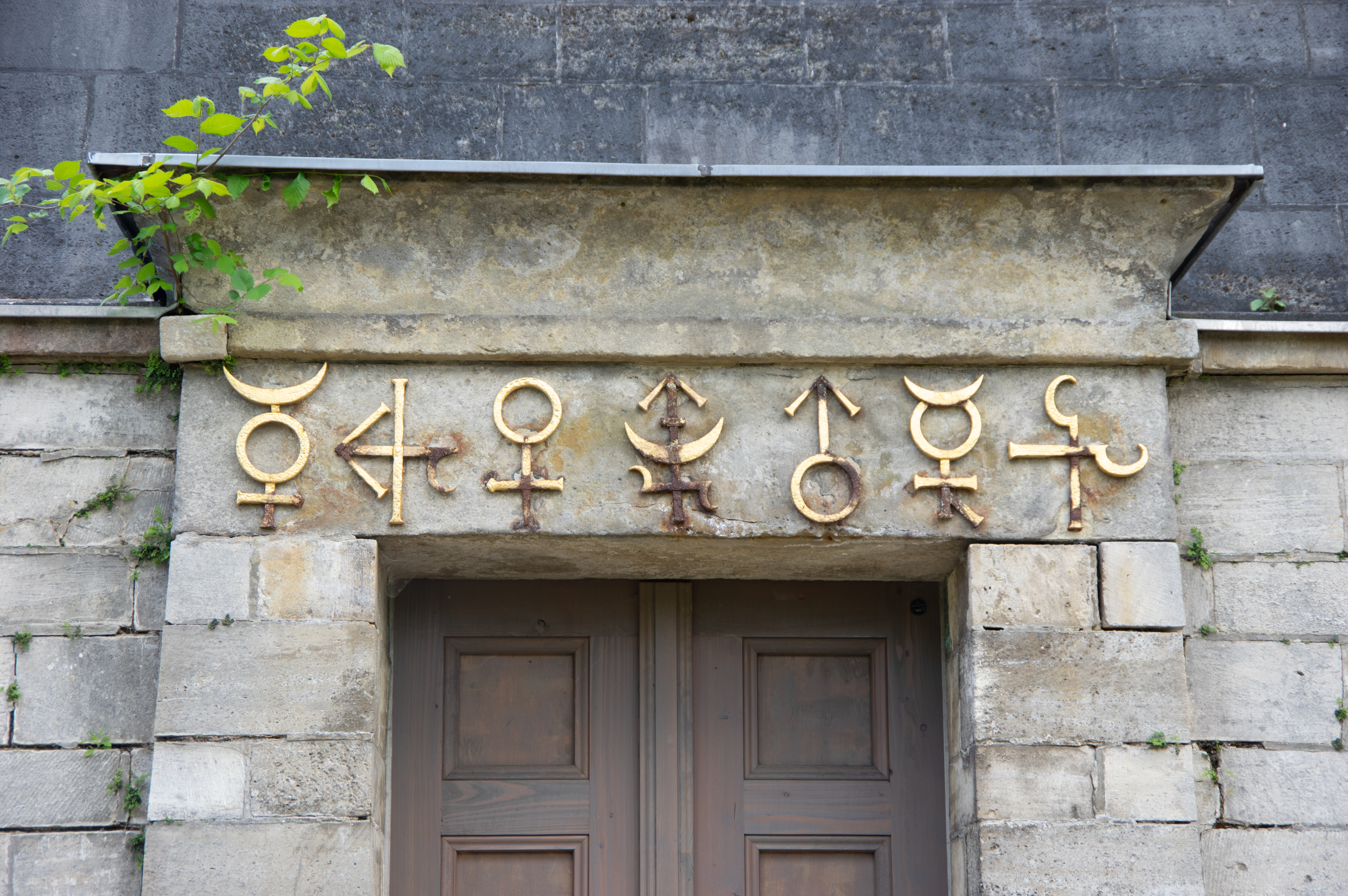
Hieroglyphen über dem Eingangsportal

Die Pyramide ist eines der ersten Gebäude im Zuge der aufkommenden Ägyptenbegeisterung im 18. Jahrhundert. Ein weiteres Bauwerk dieser Zeit im Neuen Garten ist die Ostfassade der ebenfalls von Carl Gotthard Langhans entworfenen Orangerie. An den Außenwänden der Pyramide befinden sich hieroglyphische Wandverzierungen. Diese sind bis heute noch nicht restlos entschlüsselt. Ursprünglich hatte die Pyramide an jeder Seite einen Eingang, von denen drei jedoch Attrappen waren. Heute ist nur noch ein Eingang erhalten.
Im Inneren der Pyramide befindet sich ein kuppelförmiger Raum, in dem im Winter das Eis eingelagert wurde, das angeblich im Herbst noch nicht geschmolzen war. Der Raum war zwei Quadratmeter groß. An der Ostseite des Raumes befindet sich eine etwa einen Meter hohe Nische, deren Zweck bis heute nicht geklärt ist. Unter dem Raum befindet sich ein Keller, der bis zu fünf Meter in die Tiefe geht. Die Schlossküche des Marmorpalais befindet sich nicht weit von dem Bauwerk entfernt.